# Cleveland Brown
Cleveland Orenthal Brown Sr. è un personaggio comprimario della serie animata I Griffin e successivamente il protagonista della serie animata spin-off The Cleveland Show. In entrambe le serie è doppiato in inglese da Mike Henry dalla prima alla diciannovesima stagione, mentre dalla ventesima in poi è doppiato da Arif Zahir; nella versione italiana, invece, è doppiato da Luciano Marchitiello dalla prima alla decima stagione e nello spin-off. Dall'undicesima alla diciannovesima stagione è doppiato da Renato Cecchetto, mentre dalla ventesima stagione in poi è doppiato da Emidio La Vella. Anche dopo lo spin-off, il personaggio appare spesso nella serie madre. In seguito alla cancellazione dello spin-off il personaggio ritorna nella serie nella penultima puntata della dodicesima stagione.

## NeI Griffin
È vicino di casa e amico di Peter, e ha un carattere molto calmo, flemmatico, gentile e pacato, ma in alcune occasioni lascia trasparire una personalità molto forte e decisa. È uno dei pochi personaggi afroamericani della serie, è un po' in sovrappeso, ha i capelli ricci e dei folti baffi neri. Gestisce una tavola calda accanto alla farmacia di Mort Goldman, ed è il presidente della camera di commercio di Quahog. È uno dei migliori amici di Peter insieme a Quagmire e Joe, e insieme passano tutte le sere a sbronzarsi nel locale l'Ostrica ubriaca. Spesso ha delle intuizioni che agli altri suoi amici sfuggono. Nell'episodio pilota, portava una canottiera, oltre che i capelli in modo diverso. Ciononostante, nell'episodio appare anche un personaggio con l'attuale design di Cleveland.
Nelle prime tre serie abitava con sua moglie Loretta e suo figlio Cleveland Jr.. In una delle prime puntate della quarta stagione, Amicizia tradita, Loretta lo tradisce con Quagmire, e accusa il marito di non riuscire più a soddisfarla. I due finiscono per divorziare, e da allora la donna e suo figlio spariscono di scena. L'episodio comunque non intacca l'amicizia di Cleveland con Quagmire, dato che il matrimonio di Loretta e Cleveland era già privo di passione e interesse reciproco da tempo (il rapporto sessuale tra Loretta e Quagmire ne è stata solo una manifestazione evidente). Cleveland è solo inizialmente infuriato con l'amico che ha compiuto un'azione inopportuna, ma riconosce che la colpa non è sua e che è stato meglio così. A partire dalla quinta stagione, c'è una gag ricorrente riguardante Cleveland: mentre fa il bagno, Peter gli distrugge la facciata anteriore della casa senza volerlo, facendolo sempre cadere in giardino con tutta la vasca. La gag viene anche ripetuta nella serie spin-off a lui dedicata. Sempre nello spin-off, verrà annunciata la morte di Loretta, causata dallo stesso tipo di incidente. Ciò farà sentire per un po' Cleveland in colpa, non essendosi mai fatto un graffio in quegli incidenti.
Cleveland era un affermato giocatore di baseball delle leghe minori prima di trasferirsi a Quahog. In Ambizione cieca, viene rivelato che un tempo fosse anche un affermato banditore d'asta, fino a quando gli cadde un totem in testa, che gli rallentò permanentemente la parlata. Suo fratello Broderick è un chirurgo plastico. Cleveland potrebbe essere stato sposato prima di incontrare Loretta, come si può intuire dalla scena di La morte cerca moglie in cui incontra Peter Griffin all'inizio degli anni '70. Cleveland lo prende sul suo camioncino e Peter gli chiede di portarlo nel Rhode Island, se non è troppo lontano. Lui gli risponde che va bene qualsiasi posto purché lontano da "Maxine, la regina delle bugiarde". Maxine potrebbe essere come non essere stata la prima moglie di Cleveland, e dato che non è mai stata mostrata, è dato per scontato che Loretta sia stata la prima. Un po' di tempo dopo il divorzio, Cleveland uscì con una donna di nome Bernice ma ella risultò ancora più acida di Loretta. Alla ricerca di una donna più femminile e di valori più tradizionali, Cleveland si lasciò con Bernice, e sposò Donna Tubbs, con cui attualmente vive. Muore in "Lois uccide Stewie", quando prende un colpo di pistola al petto da Stewie Griffin. Tutto questo fu però una mera simulazione, quindi non accadde davvero. In The Cleveland Show si scopre che non è nato nel Rhode Island ma in Virginia. L'Ariete è il suo segno zodiacale.

## InThe Cleveland Show
Dal 2009 il personaggio è protagonista della serie spin-off The Cleveland Show, che, rifacendosi all'arco narrativo della serie I Griffin, inizia quando Cleveland lascerà il Rhode Island, insieme al figlio Cleveland Jr, che dopo il divorzio dei genitori deciderà di vivere con il padre; i due si trasferiranno a Stoolbend, in Virginia, luogo di nascita di Cleveland, da Donna Tubbs, una vecchia fiamma dei tempi del liceo di Cleveland, che diventerà la sua nuova consorte. In questa serie è accompagnato dalla sua nuova famiglia e da alcuni amici, inoltre trova lavoro come installatore presso la Waterman Cable, una compagnia di telemarketing.
Il carattere di Cleveland in questa serie appare diverso da quello della serie madre essendo rude e impaziente. Ciò lo fa sembrare molto simile a Peter ma a differenza del suo amico cerca di essere comunque un buon padre e marito. Spesso fa sfoggio di uno strano senso dell'umorismo
A partire dalla seconda stagione ha un alter ego conosciuto come El Hamburguesa. Questa identità abita in Spagna, è un abilissimo cavalcatore di tori e fisicamente è identico a Cleveland a parte l'assenza di baffi e capelli. Inoltre è molto più sveglio del Cleveland normale e si sposa con una donna di nome Carmen la quale però lo lascia dopo aver scoperto la sua vera identità.